# 장여로
장여로(Jangyeo-ro)는 경기도 이천시 장호원읍 장호원리 장호원교 서단과 여주시 점봉동 여주 나들목을 잇는 경기도의 도로이다. 전 구간 국도 제37호선에 속한다.

## 연혁
- 1981년 4월 6일 : 국도로 승격된 이천군 장호원읍 도계 ~ 파주군 문산읍 당동리 186.2km 구간 개통[1]
- 1990년 2월 17일 : 기존 지정 구간인 이천군 장호원읍 풍계리 300m 구간 폐지[2]
- 2009년 8월 24일 : 2개 이상 시·군에 걸쳐있는 도로로 장여로를 고시[3]
- 2015년 12월 9일 : 여주IC ~ 장호원간 도로(여주시 점동면 덕평리 ~ 점봉동) 8.32km 구간 확장 개통, 기존 8.34km 구간 폐지[4]

## 주요 경유지
경기도
- 이천시 장호원읍 - 여주시 (점동면 · 삼교동 · 점봉동)

## 노선
전 구간 국도 제37호선에 속하기 때문에 이 노선에 대한 별도 표기는 생략한다.
| 이름                       | 접속 노선                           | 소재지 | 소재지   | 비고                                      |
| -------------------------- | ----------------------------------- | ------ | -------- | ----------------------------------------- |
| 장호원교 서단              | 국도 제37호선 (장감로) 장터로83번길 | 이천시 | 장호원읍 |                                           |
| 노탑정삼거리               | 장감로77번길                        | 이천시 | 장호원읍 |                                           |
| 풍계교                     |                                     | 이천시 | 장호원읍 |                                           |
| 원부사거리                 | 송삼로 원부로                       | 여주시 | 점동면   |                                           |
| 덕평교                     |                                     | 여주시 | 점동면   |                                           |
| 덕평삼거리                 | 성주로                              | 여주시 | 점동면   |                                           |
| 덕평1교                    |                                     | 여주시 | 점동면   |                                           |
| 덕평삼거리                 | 덕실길                              | 여주시 | 점동면   |                                           |
| 부구 교차로 (점동교)       | 청안로                              | 여주시 | 점동면   | 여주 방면 진입 불가 장호원 방면 진출 불가 |
| 청안 교차로 (청안2교)      | 국가지원지방도 제84호선 (점동로)    | 여주시 | 점동면   |                                           |
| 청안1교                    |                                     | 여주시 | 점동면   |                                           |
| 선돌 교차로 (선돌교)       | 청안로                              | 여주시 | 점동면   | 여주 방면 진출 불가 장호원 방면 진입 불가 |
| 처리 교차로                | 지방도 제345호선 (선사길)           | 여주시 | 점동면   |                                           |
| 논저 교차로                | 삼교2길 삼교3길                     | 여주시 | 여흥동   |                                           |
| 삼교2교 삼교1교            |                                     | 여주시 | 여흥동   |                                           |
| 우미기 교차로              | 던드레길 삼교1길                    | 여주시 | 여흥동   |                                           |
| 점곡 교차로                | 점곡길                              | 여주시 | 여흥동   |                                           |
| 여주 나들목 (여주IC삼거리) | 50호선 영동고속도로                 | 여주시 | 여흥동   |                                           |
| 세종로와 직결              |                                     |        |          |                                           |

## 주요 건물 및 시설
- 블랙스톤골프클럽 (경기도 이천시 장호원읍 장여로 459-160)
- 정대년신도비 (경기도 여주시 점동면 장여로 561)
- 현대산업개발 여주PC공장 (경기도 여주시 점동면 장여로 849)
- 이래오토모티브시스템 여주공장 (경기도 여주시 장여로 1677)
- 고려한백인터내셔날 (경기도 여주시 장여로 1679)
- 한국도로공사 여주영업소 (경기도 여주시 장여로 1758)